# Richard Scobee

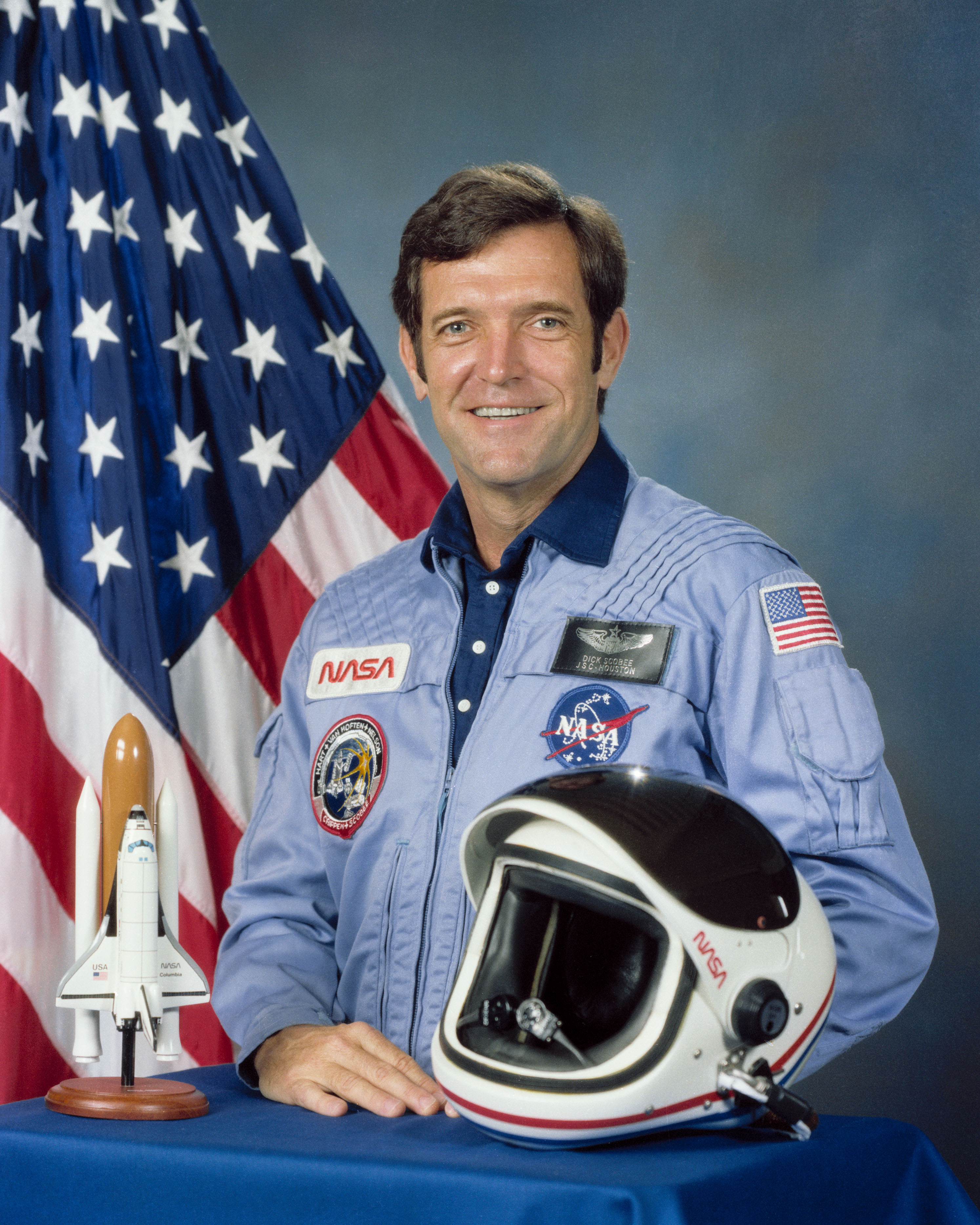
Dick Scobee

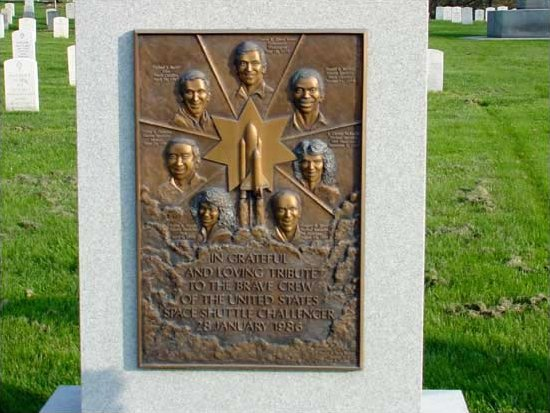
Herdenkingssteen op Arlington National Cemetery

Francis Richard "Dick" Scobee  (Cle Elum, 19 mei 1939 – Cape Canaveral, 28 januari 1986) was Amerikaans astronaut, die omkwam bij de ramp met de Spaceshuttle Challenger.

## Loopbaan
Richard Scobee ging in 1957 bij de U.S. Air Force. Hij werkte op de Kelly Air Force Base in Texas. In zijn vrije tijd studeerde hij aan de University van Arizona en behaalde in 1965 zijn diploma Ingenieur Luchtvaart. Een jaar later behaalde hij zijn vliegbrevet.
Hij vocht in de Vietnamoorlog en kreeg verschillende onderscheidingen zoals de Distinguished Flying Cross en de Air Medal.
In 1972 werd hij testpiloot. Hij vloog met onder andere een Boeing 747, de experimentele X-24B, de F-111 Aardvark en de C-5 Galaxy. Hij verkreeg de rang luitenant-kolonel.
In januari 1978 werd hij geselecteerd voor de training als astronaut. Een training die hij beëindigde in augustus 1979. Hij was opgeleid als commandant voor de spaceshuttle. De vlucht van de Challenger waarmee Scobee de ruimte zou ingaan, werd meerdere malen uitgesteld. Slecht weer en technische problemen waren daar de oorzaak van. Toen de Challenger dan toch de ruimte inging ontstond na 73 seconden een ontploffing ten gevolge van een defect aan de sluiting van een O-ring. Alle bemanningsleden kwamen om en de tragedie was rechtstreeks op de nationale Amerikaanse televisie te zien.
Dit voorval was een zware tegenvaller voor NASA. Meerdere dagen rouw werden afgekondigd.
Scobee kreeg de Congressional Space Medal of Honor en werd opgenomen in de Astronaut Hall of Fame. Hij liet een vrouw en twee kinderen na.